# Bronto
Bronto byl ruský výrobce automobilů. Firma existovala v letech 1993 až 2012. 
Koncem 80. let získala skupina specialistů v rámci automobilky VAZ status „Experimentální výroby", organizačně přičleněné k vývojovému centru. K nim se připojila druhá skupina vyrábějící speciální modifikace. Se souhlasem nejvyšších šéfů VAZu stála za novou značkou Bronto koncernová Lada Banka.
Do roku připravili Ladu Niva – VAZ 2121 B, odolávající střelám z kalašnikova, oblíbeného samopalu teroristů. Od roku 1993 se v prostorách oddělených od hlavní produkce vyráběly malé série speciálů. Současně VAZ 2121 B dopracovali experti na zbraně.
Poprvé firma vystavovala v Moskvě v roce 1995. Návštěvníci zde mohli vidět prototypy Fors, Marš, Gnom a Elf, financované skupinou AvtoVAZ. Firma se snažila o co nejvyšší kvalitu – „vyrábíme auta jako pro sebe". Do konce roku 2002 bylo vyrobeno přes 2 500 automobilů.